# Деревенский водевиль
«Деревенский водевиль» — российский кукольный мультфильм для взрослых режиссёра Ивана Уфимцева по сценарию его жены Элеоноры Тадэ. Вместе с Леонидом Шварцманом Уфимцев создал историю, разыгранную животными, — о честности, порядочности, доброте и взаимовыручке.
В 1994 году вышло продолжение «Ах, эти жмурки!».

## Сюжет
Однажды в российскую глубинку из Антарктиды приезжает пингвин. Он оказывается на скотном дворе хозяев-галломанов, где живут корова Розалинда, свинья Лауренсия, пёс Ромуальд, щенок и, конечно же, куры — подруги Агнесса и Изабель, а также скромная многодетная мать Пеструшка. Её муж — петух Рикардо — щеголяет в футболке с надписью «PLAY BOY», не уделяет внимания ни жене, ни своим цыплятам и регулярно уходит со двора.
Посмотрев на это, пингвин тут же принимается ухаживать за Пеструшкой и нянчиться с цыплятами. Когда же нагулявшийся петух возвращается и начинает выступать, герой в драке выдирает у соперника перья из хвоста и вышвыривает прочь, а сам вместе с Пеструшкой собирает под крыло всех её детей и вылупившихся пингвинят…

## Съёмочная группа
- Автор сценария: Элеонора Тадэ
- Кинорежиссёр: Иван Уфимцев
- Художник-постановщик: Леонид Шварцман
- Композитор: Алексей Шелыгин
- Кинооператор: Игорь Дианов
- Звукооператор: Борис Фильчиков
- Художники-аниматоры:
- Сергей Олифиренко,
- Сергей Косицын,
- В.Голубев
- Роли озвучивали:
  - Всеволод Ларионов — пингвин / щенок
  - Евгений Весник — пес Ромуальд
  - Надежда Румянцева — курица Изабель
  - Людмила Гнилова — курица Агнесса
  - Герман Качин — петух Рикардо
  - Валентина Малявина — курица Пеструшка / свинья Лауренсия
  - Алексей Шелыгин — корова Розалинда
  - Редактор: Наталья Абрамова
  - Монтажёр: Г. Филатова
  - Директор съёмочной группы: Алина Власова

## Переиздания на DVD
Мультфильм неоднократно переиздавался на DVD в сборниках мультфильмов:
- «Курочка Ряба», Союзмультфильм, DVD, дистрибьютор «Союз», мультфильмы на диске:

«Про деда, бабу и курочку Рябу» (1982), «Петушок — золотой гребешок» (1955), «Петух и краски» (1964), «Ку-ка-ре-ку!» (1963), «Деревенский водевиль» (1993), «Сказка про Колобок» (1969), «Соломенный бычок» (1954), «Жёлтик» (1966), «Жила-была курочка» (1977).